# Leonie Gysel
Leonie Gysel is een zangeres, visagiste en modeontwerpster. Ze zong bij Zita Swoon, Radio Candip en is momenteel frontvrouw bij Arsenal.

## Boeken
- met Wendy Huyghe: Het grote praktische make-up boek (2010)

- International Standard Name Identifier: 0000 0003 6888 5215
- MusicBrainz: 41bba03a-43fd-41dd-9da3-9d4182d7ea79
- Nederlandse Thesaurus van Auteursnamen: 326377875
- Virtual International Authority File: 281239289
- WorldCat: E39PBJr3pbxbpKGBjKkFv9d84q